# Martin Ljung

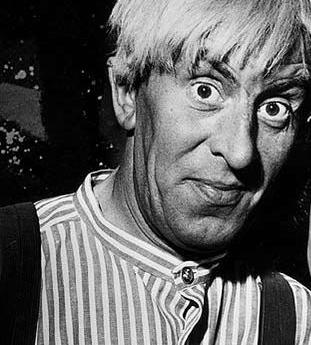
Martin Ljung (1960)

Martin Vilhelm Ljung (* 15. August 1917 in Notviken, Luleå; † 30. September 2010 in Stockholm) war ein schwedischer Schauspieler.

## Leben
Erste Erfahrungen im Filmgeschäft sammelte Ljung mit kleinen Rollen in verschiedenen schwedischen Filmproduktionen aus dem Jahr 1947. In den 1950er Jahren war er durchschnittlich einmal je Jahr in einem Film zu sehen. Im folgenden Jahrzehnt trat er in lediglich vier Produktionen auf, in den 1970er Jahren erhöhte sich diese Quote leicht und zudem war er auch in verschiedenen Serien zu sehen. Seine letzten Auftritte im Filmgeschäft erfolgten bis 1985.
In dem Film „Pippi in Taka-Tuka-Land“ aus dem Jahr 1969 spielte er den Seeräuber „Messer-Jocke“ und wurde so einem größeren Publikum bekannt. 1972 übernahm Ljung eine Rolle in der Filmkomödie Apfelkrieg. Er starb Ende September 2010 in Stockholm im Alter von 93 Jahren.